# The Videos 1992-2003
The Videos 1992-2003 è una raccolta di videoclip dei No Doubt, pubblicata nel 2004, un anno dopo il greatest hits The Singles 1992-2003.

## Tracce
1. It's My Life
2. Running
3. Underneath It All featuring Lady Saw
4. Hella Good
5. Hey Baby featuring Bounty Killer
6. Bathwater
7. Simple Kind of Life
8. Ex-Girlfriend
9. New
10. Oi to the World
11. Sunday Morning
12. Excuse Me Mr.
13. Don't Speak
14. Spiderwebs
15. Just a Girl
16. Trapped in a Box

Bonus track
1. Don't Speak (Versione alternativa)
2. Bathwater (Invincible Overlord Remix)
3. Video Conversazione con i No Doubt